# Pere Màrtir Bordoy i Torrents
Pere Màrtir Bordoy i Torrents (Sant Genís de Vilassar, Maresme, 1877 - Badalona, Barcelonès, 25 de desembre de 1951) va ser un historiador de la filosofia, especialitzat en el Pròxim Orient.
Estudià Filosofia i Lletres a Barcelona i fou secretari redactor de la Secció de Ciències de l'Institut d'Estudis Catalans i secretari de la Societat Catalana de Filosofia (1923). Després de la Guerra civil espanyola i d'haver enviudat en segones núpcies s'ordenà sacerdot i exercí com a professor al Seminari Conciliar de Barcelona. Col·laborà en diverses publicacions com Estudios franciscanos, Criterion, La paraula cristiana i El Bon Pastor, amb estudis sobre el pensament franciscà, com Les escoles dominicana i franciscana en “Lo somni de Bernat Metge” (1926). Sobre temes orientals publicà Aplec d'estudis bíblics i orientals (1901) i Els Pobles d'Orient (1919) i La civilització bizantina (1919). A La Creu del Montseny, dirigida per Jacint Verdaguer, començà a publicar, el 1899, la primera traducció al català del tractat De Primo Principio del franciscà medieval Joan Duns Escot, la qual no va arribar a completar-se. També va traduir al català la regla del Tercer Orde del Carmel. En el moment del seu traspàs exercia de rector de l'Oratori de Sant Felip Neri.